# Settleři
Settleři, původním názvem Settlers či Settlers club, byla legendární trampská vokální skupina, jež působila na scéně české populární hudby od roku 1930, kdy byla založena, prakticky až do poloviny 80. let 20. století.
V prvopočátcích se jednalo o šestičlenné zájmové amatérské sdružení zaměřené především na interpretaci trampské hudby, v průběhu 30. let 20. století však toto pěvecké sdružení začalo zpívat coby klasické vokální kvarteto mnohem širší repertoár, ať už z oblasti operetní a muzikálové, tak i z žánru klasického středního proudu popmusic a stala se (také díky tehdejší značné popularitě klasické trampské hudby) velice oblíbená a populární. Skupina velice často vystupovala nejprve i v Československém rozhlase, posléze i v Československé televizi, často také nahrávala na gramofonové desky, zejména na desky značky Esta, Ultraphon a později i Supraphon. Její zpěv se objevil i v řadě českých filmů, velmi známé jsou její písničky například z animovaného filmu Stvoření světa. Již před druhou světovou válkou byla skupina velice populární a vystupovala v různých operetách, lidových zpěvohrách, jezdila po estrádách, vystupovala často ve varietních a kabaretních programech, apod.

## Citát
| „             | Setleři začínali zpívat v roce 1930 a během devíti let se vypracovali v jedno z nejlepších moderních pěveckých těles v celé Evropě. Absolvovali přes 800 veřejných vystoupení, účinkovali v 35 filmech, v 70 rozhlasových půlhodinkách, nazpívali přes 700 gramofonových desek, byli angažováni ve 4 divadlech (Aréně, Divadle Vlasty Buriana, Velké Operetě a Tylově divadle. Setlers Club postavil rekordy, které už asi nikdo nepřekoná. Duší tohoto souboru je Honza Korda. Členů se z ta léta vystřídalo více... Neúnavný Jenda Korda a V. Konvička vedou sbor s takovou vervou, jako kdyby začínali (proto Setlers Club přečkal všechny staré sbory). | “ |
| — Bob Hurikán | |   |

## Zakladatelská sestava z roku 1930
- Jenda Korda
- Karel Brokenický
- Václav Konvička
- Rudolf Moš
- Václav Šavlík
- František Mrázek

## Další členové skupiny, výběr
- Oldřich Kovář – pozdější sólista Opery Národního divadla
- Karel Zeman
- Bohumil Dudař
- Emil Martínek
- Oskat Vait
- O. Tesař
- J. Valtr
- J. Vavřínek
- Jaroslav Štercl

## Spolupracující muzikanti, výběr
- Eman Fiala – zpočátku de facto manažer skupiny a také občasný doprovazeč na klavír
- Dr. Ladislav Vachulka
- Bedřich Nikodém – český hudební skladatel
- Ota Petránek
- Jiří Baštář

## Nejznámější poválečná sestava
- Václav Konvička – tenor
- Josef Maršík – tenor
- Dr. Josef Žák – baryton
- Bohuslav Kupšovský – bas